# Paectes burserae
Paectes nana là một loài bướm đêm trong họ Noctuidae.

## Hình ảnh

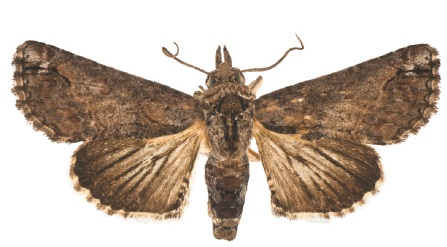